# Коронник такаркунський
Коронник такаркунський (Basileuterus tacarcunae) — вид горобцеподібних птахів родини піснярових (Parulidae). Мешкає в Панамі і Колумбії.

## Таксономія
Такаркунські коронники вважалися підвидом смугастоголового коронника, однак були визнані окремим видом разом з коста-риканським коронником.

## Опис
Довжина птаха становить 13 см. Верхня частина тіла оливково-коричнева, нижня частина тіла охриста. Тім'я чорне, над очима білі "брови", щоки темно-сірі. Виду не притаманний статевий диморфізм.

## Поширення і екологія
Такаркунські коронники живуть в гірських тропічних лісах східної Панами і північно-західної Колумбії. Харчуються комахами, яких шукають на землі.